# Rufus Hegeman
Rufus Hegeman (19 oktober 1982) is een Nederlands acteur. 
In 2006 studeerde hij af aan de Toneelschool Maastricht. Hij heeft onder andere op het toneel gestaan met Theatergroep Het Vervolg (tegenwoordig Toneelgroep Maastricht) en Het Zuidelijk Toneel. Ook heeft hij kleine gastrolletjes gespeeld in de televisieseries Flikken Maastricht en Verborgen Gebreken. En sinds 2009 is hij in diverse afleveringen van de serie Kinderen geen bezwaar te zien als Tom, de vriend van Julia die wordt gespeeld door Céline Purcell.
In 2012 speelde hij de rol van Bob Steensma in Beatrix, Oranje onder vuur.